# Francesco Moraglia

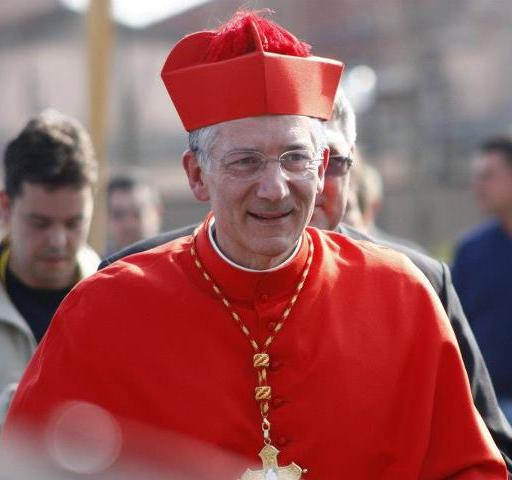
Francesco Moraglia, Patriarch von Venedig

Patriarchenwappen von Francesco Moraglia

Francesco Moraglia (* 25. Mai 1953 in Genua, Italien) ist ein italienischer römisch-katholischer Geistlicher und seit 2012 Patriarch von Venedig.

## Leben
Francesco Moraglia studierte am Priesterseminar in Genua Katholische Theologie und Philosophie. Am 29. Juni 1977 empfing er durch Kardinal Giuseppe Siri das Sakrament der Priesterweihe für das Erzbistum Genua. Er setzte die Studien fort, erwarb 1979 an der Theologischen Fakultät von Norditalien das Lizenziat in Theologie und wurde 1981 an der Päpstlichen Universität Urbaniana mit einer Dissertationsschrift aus dem Fachgebiet Dogmatik zum Thema Die progressive Läuterung der Seele bei der Hl. Katharina von Genua zum Dr. theol. promoviert.
Anschließend war er Direktor des Kulturbüros und Diözesanassistent der Movimento Ecclesiale di Impegno Culturale (MEIC) sowie Dozent am Priesterseminar in Genua. Danach war er Professor für Christologie, Anthropologie, Sakramentenlehre und Religionsgeschichte an der Theologischen Fakultät von Norditalien in Mailand und Dekan sowie Professor am Istituto Superiore di Scienze Religiose in Genua.
Am 6. Dezember 2007 ernannte ihn Papst Benedikt XVI. zum Bischof von La Spezia-Sarzana-Brugnato. Am 3. Februar 2008 spendete ihm der Erzbischof von Genua,  Kardinal Angelo Bagnasco, die Bischofsweihe; Mitkonsekratoren waren Kurienerzbischof Mauro Piacenza, Sekretär der Kleruskongregation, und Bassano Staffieri, emeritierter Bischof von La Spezia-Sarzana-Brugnato. Die Amtseinführung fand am 1. März 2008 statt. Er war Präsident des Verwaltungsrats der Stiftung, die die Medien der Italienischen Bischofskonferenz kontrolliert sowie Berater der Kleruskongregation.
Am 31. Januar 2012 ernannte ihn Papst Benedikt XVI. zum Patriarchen von Venedig. Die Amtseinführung fand am 25. März 2012 statt. Als Patriarch von Venedig kann Moraglia nichtliturgische Gewänder in Rot tragen, ohne Kardinal zu sein, das rote Birett ist daher mit einer Quaste versehen, wie es ansonsten für Prälaten üblich ist.
Am 18. Februar 2023 ernannte ihn Papst Franziskus zum Mitglied des Dikasteriums für die Kultur und die Bildung.